# Siemens Venturio
Der Siemens Venturio war um das Jahr 2006 ein Konzept eines geplanten Hochgeschwindigkeitszuges der Firma Siemens Mobility.
Das Konzept für den Venturio sah variable Züge mit drei bis zwölf Wagen und verschiedenen Antriebsweisen vor. Der Geschwindigkeitsbereich der Fahrzeuge war für 160 bis 250 km/h vorgesehen. Je nach Anforderung wäre er mit oder ohne Neigetechnik ausgestattet worden. Durch die völlige Unabhängigkeit von vorhandenen Spannungs- und Zugleitsystemen wäre die Venturioreihe auch für den Einsatz über Landesgrenzen hinaus geeignet gewesen.
Siemens beteiligte sich mit dem Venturio an der Ausschreibung 116 grenzüberschreitender Hochgeschwindigkeitszüge der TEE Rail Alliance.
Der Venturio ist nie produziert worden.